# Piękniczkowate

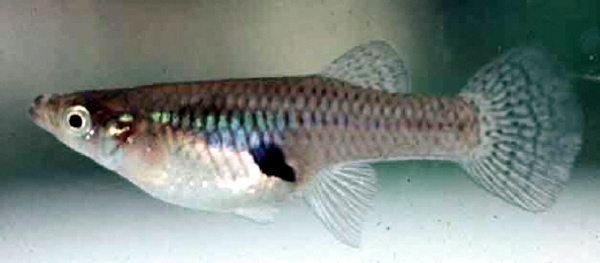
Gambuzja pospolita (Gambusia affinis) została introdukowana w wielu krajach w celu walki z malarią

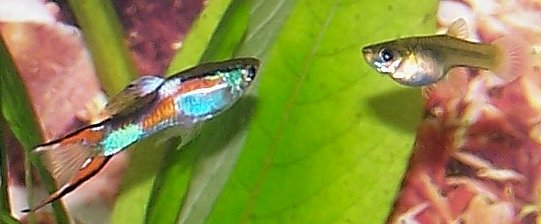
Gupik (Poecilia reticulata) jest hodowany w akwariach od 1910

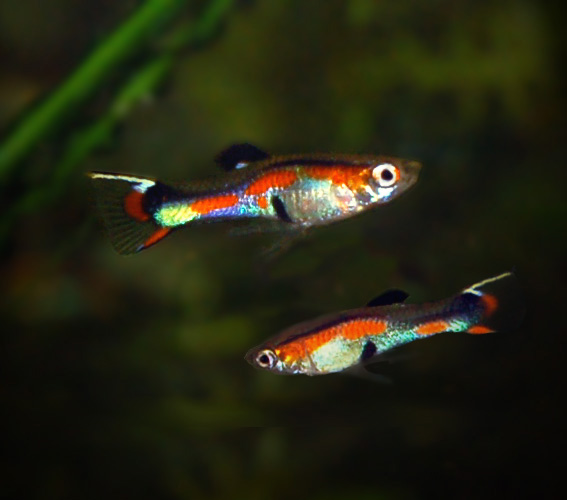
Gupik Endlera (Poecilia wingei)

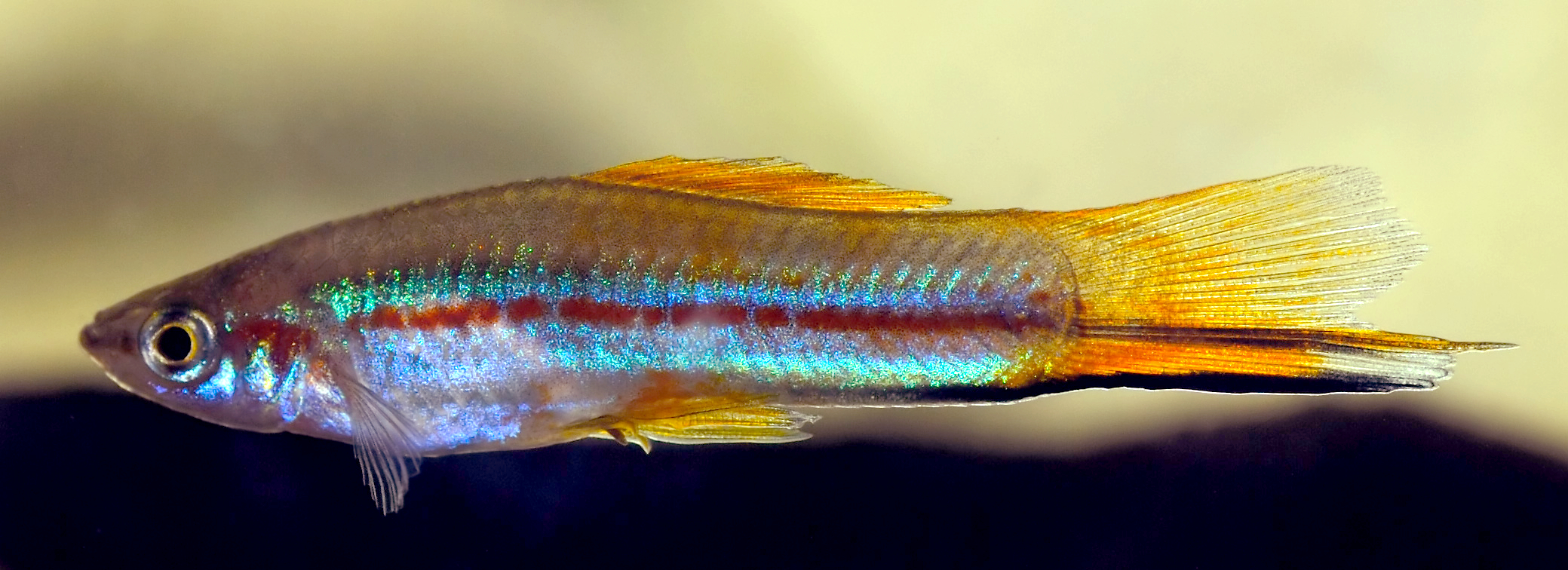
Mieczyk Hellera (Xiphophorus helleri)

Piękniczkowate, pecylki (Poeciliidae) – rodzina małych ryb
karpieńcokształtnych (Cyprinodontiformes). Wiele gatunków z tej rodziny, zwłaszcza ozdobne odmiany hodowlane żyworódek, to ryby popularne w akwarystyce.

## Zasięg występowania
Początkowo występowały od południowo-wschodnich stanów USA, aż do północno-wschodniej Argentyny, a także w Afryce i na Madagaskarze. Zasiedlają nizinne wody słodkie i słonawe. W wodach Ameryki Środkowej i Antyli są dominującą grupą zwierząt, wśród ryb stanowią około 35% fauny słodkowodnej. Niektóre gatunki z rodzaju Poecilia zostały introdukowane na tereny zagrożone malarią, ponieważ w swym naturalnym środowisku żywią się larwami komarów. W nowym miejscu nierzadko zmieniały zwyczaje żywieniowe i stawały się niebezpieczną konkurencją pokarmową dla gatunków rodzimych.

## Cechy charakterystyczne
Są to ryby niewielkich rozmiarów, zwykle o długości kilku centymetrów. Największe gatunki osiągają 20 cm długości całkowitej. Mają wysoko położone płetwy piersiowe. Samce są znacznie mniejsze od samic, co jest uznawane za przystosowanie zwiększające efektywność reprodukcji – energia pobrana z pokarmem przekazywana jest na rzecz płci, od której zależy liczba potomstwa. Pokarm piękniczkowatych stanowią glony, larwy owadów, drobne skorupiaki i ryby. U samic niektórych gatunków występuje zjawisko superfetacji – po jednorazowej kopulacji samica może wydać kilka miotów potomstwa.

## Systematyka
Do tej rodziny zaliczono około 300 gatunków ryb. Ich podział systematyczny nie został ostatecznie ustalony. Wyróżniane są podrodziny:
- Aplocheilichthyinae – występują na wybrzeżach zachodniej Afryki,
- Poeciliinae – szeroko rozprzestrzeniona w obydwu Amerykach, silnie zróżnicowana grupa obejmująca ponad 200 gatunków. Występuje u nich zapłodnienie wewnętrzne, samce zaopatrzone są w narząd kopulacyjny zwany gonopodium. Wszystkie, poza jednym gatunkiem (Tomeurus gracilis), są żyworodne.
- Procatopodinae – około 80 gatunków, w tym 5 występujących w Ameryce Południowej i ponad 70 w Afryce; gatunki południowoamerykańskie osiągają do 2 cm standardowej długości i są najmniejszymi z karpieńcokształtnych,

## Klasyfikacja
Rodzaje zaliczane do tej rodziny  są zgrupowane w podrodzinach
Procatopodinae, Poeciliinae, Aplocheilichthyinae:
Aapticheilichthys — Alfaro  — Aplocheilichthys  — Belonesox  — Brachyrhaphis  — Carlhubbsia — Cnesterodon  — Cynopanchax — Fluviphylax  — Gambusia  — Girardinus  — Heterandria — Heterophallus  — Hylopanchax — Hypsopanchax  — Laciris  — Lacustricola  — Lamprichthys  — Limia  — Micropanchax — Neoheterandria — Pamphorichthys  — Pantanodon  — Phallichthys  — Phalloceros — Phalloptychus  — Phallotorynus  — Plataplochilus  — Platypanchax  — Poecilia — Poeciliopsis — Poropanchax — Priapella  — Priapichthys  — Procatopus  — Pseudopoecilia — Pseudoxiphophorus  — Quintana  — Rhexipanchax  — Scolichthys  — Tomeurus  — Xenodexia — Xenophallus  — Xiphophorus —

## Znaczenie dla człowieka
Z racji niewielkich rozmiarów piękniczkowate nie mają znaczenia gospodarczego w rybołówstwie. Są wykorzystywane w laboratoryjnych badaniach w genetyce, toksykologii, biologii rozrodu, medycynie oraz w badaniach nad ekologią i etologią ryb, cenione w handlu akwarystycznym. Wśród wielu żyworodnych gatunków z podrodziny Poeciliinae znajdują się ryby, które zyskały dużą popularność w hodowlach akwarystycznych, między innymi molinezje, gupiki, limki, gambuzje, żyrardynki, drobniczki i mieczyki. Są to z reguły ryby atrakcyjnie ubarwione, dość odporne na zmienne warunki środowiskowe, a z tych powodów zalecane początkującym akwarystom.